# Bohemia en los Juegos Olímpicos
El Reino de Bohemia, parte del Imperio austrohúngaro, estuvo representado por una delegación propia en los Juegos Olímpicos. Tras finalizar la Primera Guerra Mundial en 1918, los deportistas compitieron bajo la bandera de Checoslovaquia.
Participó en tres ediciones de los Juegos Olímpicos de Verano, su primera presencia tuvo lugar en París 1900. El equipo olímpico obtuvo cuatro medallas en las ediciones de verano, una de plata y tres de bronce.
En los Juegos Olímpicos de Invierno Bohemia no participó en ninguna edición.

## Medallero

### Por edición
Juegos Olímpicos de Verano
| Evento         | Oro | Plata | Bronce | Total |
| -------------- | --- | ----- | ------ | ----- |
| París 1900     | 0   | 1     | 1      | 2     |
| San Luis 1904  | –   | –     | –      | –     |
| Londres 1908   | 0   | 0     | 2      | 2     |
| Estocolmo 1912 | 0   | 0     | 0      | 0     |
| TOTAL          | 0   | 1     | 3      | 4     |

### Por deporte
Deportes de verano
| Evento    | Oro | Plata | Bronce | Total |
| --------- | --- | ----- | ------ | ----- |
| Atletismo | 0   | 1     | 0      | 1     |
| Esgrima   | 0   | 0     | 2      | 2     |
| Tenis     | 0   | 0     | 1      | 1     |
| TOTAL     | 0   | 1     | 3      | 4     |